# Musa Kesedžija
Musa Kesedžija (srbsko  Муса Кесеџија, bolgarsko Муса Кеседжия), znan tudi kot Musa Ropar, Musa  Izobčenec, Musa Razbojnik in Musa Glavosek je priljubljen legendarni junak v srbskem ljudskem pesništvu in bolgarski in makedonski folklori. Musa je bil najslavnejši tekmec Kraljeviča Marka, drugega junaka iz južnoslovanske folklore. 
V pesnitvah je Musa albanski cestni razbojnik, ki se je z osmanskim vazalom Kraljevičem Markom spopadel v Kačaniški soteski v sedanjem Kosovu.

## Zgodovinsko ozadje

### Zgodovinske osebe
Epski junak Musa Kesedžija temelji na dejanskih zgodovinskih osebah.
Po mnenju nekaterih avtorjev je rezultat združitve več zgodovinskih oseb, med katerimi so tudi Musa Çelebi, sin Bajazida I., in Teodor II Muzaka iz albanske plemiške družine Muzaka, s katerim se je Marko (Mrnjavčević) vojskoval  za Kostur (sedanja Kastoria).
Jovan Tomić domneva, da Musa Kesedžija temelji na drugi zgodovinski osebi, enem od privržencev Džegen Osman Paše, ki se je srbskem pesništvu pretvoril v še enega epskega junaka – Džema Hribovca (srbsko Ђемо Брђанин).  V epski poeziji je Džemo opisan kot Kesedžijev brat.

### Zgodovinski dogodki
Dejanski zgodovinski dogodki ne podpirajo zarote, v kateri je Kraljevič Marko (umrl 1395) ubil Muso Çelebija (umrl 1413) ali Moisija Arianita Golemija (umrl 1465). John V.A. poudarja, da bi Sandalj Hranić  lahko bil junak, ki se je spopadel s Kesedžijo in ga ubil, in ne Kraljevič Marko. Sandalj Hranić je namreč veliko pripomogel k smrti Muse Çelebija. 

## Musa Kesedžija v književnosti in umetnosti

### Kraljević Marko  in  Musa Kesedžija
Musa Kesedžija se je prvič pojavil v pesnitvi Marko Kraljević in Musa Kesedžija, ki jo je v Sremskih Karlovcih  odkril in leta 1815 objavil Vuk Karadžić. Karadžić je zapisal pesem, ki jo je pel Tešan Podrugović.
Musa je imel tri srca, ki so v srbskem ljudskem pesništvu znak izjemnega junaštva. Zaradi treh src je bil počlovečen potomec htoničnih božanstev.

## Druga knjižna dela
Petar I. Petrović Njegoš (1747–1830) omenja Muso in Kraljeviča Marka v pesnitvi Ivanbegovi sinovi  (Синови Иванбегови), ki je bila prvič objavljena po njegovi smrti leta 1835. Za njim jo je leta 1845 objavil Petar II. Petrović Njegoš v zbirki Srbsko ogledalo (Огледало Србско).
V makedonskem ljudskem izročilu je Musa simbol  krute osmanske oblasti.
Pesnitev o Kraljeviču Marku in Musi Kesedžiji obstaja tudi v bolgarskem ljudskem izročilu kot epska pripoved z naslovom Kralj Marko se bori z Muso Kesedžijo in ga premaga (Крали Марко се надбягва с Муса Кеседжия и го побеждава).
Leta 1972 je Werner Cohn objavil romsko različico zgodbe o Kraljeviču Marku in Musi Kesedžiji, ki se pripoveduje tudi v različici Kraljevič Marko in Džemo Hrbibovec.
V Zakarpatju je epska pesnitev o Kraljeviču Marku in Musi Kesedžiji predelana v zgodbe, povezane z bitko na Kosovskem polju.